# Arturo Vega
Pour les articles homonymes, voir Véga (homonymie).
Arturo Vega (13 octobre 1947 – 8 juin 2013) est un designer graphique mexicano-américain connu pour son association de longue date avec le groupe punk rock les Ramones. Il a d’ailleurs conçu leur logo iconique, et s’est vu parfois surnommer « le cinquième Ramone ». Officiellement considéré comme le directeur artistique du groupe, il était également chargé de créer les effets de lumière pour les concerts et de superviser les ventes des produits dérivés. Il a également agi quelquefois à titre de porte-parole du groupe.  
Vega immigre du Mexique aux États-Unis dans la vingtaine et s'installe dans le East Village,  un quartier de Manhattan. En 1973, il se lie d’amitié avec Dee Dee Ramone (nom de scène de Douglas Colvin), dont la petite amie habite le même immeuble que Vega. Tout au long de l’existence des Ramones de 1974 à 1996, Vega n’a manqué qu’une poignée des quelque 2 200 concerts du groupe.  
Vega décède d’un cancer le 8 juin 2013, à l’âge de 65 ans.

## Carrière artistique
Inspiré par Andy Warhol, Piet Mondrian ou encore Roy Lichtenstein dans sa démarche artistique, Arturo Vega aime jouer avec les formes, les mots et les couleurs vives et se rapproche ainsi du mouvement pop art et du mouvement artistique néerlandais De Stilj. Au Mexique, son mentor est l'artiste et designer Pedro Friedeberg (en). 
Nécessairement politisé par sa vie au Mexique et son expérience de la Guerre froide dans ce pays, on estime que Vega a su dégager toute la puissance des symboles américains dans sa pratique artistique,. En concevant les logos des Ramones, Vega rassemble justement tous ces jeux avec les codes établis ; il s'inspire ainsi du sceau du président des États-Unis en y apportant plusieurs modifications, tels que le cercle comprenant le nom des membres du groupe et l’aigle agrippant une batte de baseball – plutôt qu’un carquois rempli de flèches – comme référence à la passion pour le baseball de Johnny Ramone. Vega transforme également le rameau d’olivier que l’aigle tient dans sa patte droite en une branche de pommier, puisque selon lui les Ramones étaient « aussi américains que la tarte aux pommes [as American as apple pie] ». 
Plusieurs expositions et institutions sont liées au travail de Vega. En 2008, l'artiste se déplace à Berlin pour monter l'exposition permanente du Ramones Museum, dans l'arrondissement central Berlin-Mitte. Au sujet de Vega, l'équipe du Ramones Museum affirme : « Il nous pressait constamment à tout bousculer et à tout changer de place, à voir les choses différemment, à expérimenter et à ne rien garder coulé dans le béton. Comme il le faisait dans son propre travail. » (« He would constantly push us to change or move things around, encourage us to experiment and not hold on to things for too long. Just as he did with his own work »)".         
Une photographie des Ramones par Vega est exposée au MoMa en 2014 dans le cadre de l'exposition Designing Modern Women 1890 - 1990. En 2017, une rétrospective est organisée à la galerie Howl! Art inc. à New York, intitulée Empire: An Arturo Vega Retrospective.         
L'organisme à but non lucratif Howl! Arts, situé à New York dans le East Village et fondé en 2015 par Jane Friedman, propose régulièrement des rétrospectives comprenant des œuvres de Vega. Grand ami de Friedman et l'un des piliers fondateurs de la galerie Howl, Vega fera d'ailleurs don de son œuvre à la galerie. L'exposition Icons, Iconoclasts and Outsiders, tenue de septembre 2021 à mars 2022, regroupe plusieurs de ses tableaux, de même que l'exposition Arturo Vega American Treasure en 2015 à Howl, ou encore Empire: An Arturo Vega Retrospective en 2016 à la Bob Rauschenberg Gallery.         
En 2020, l'œuvre de Vega You Idiot Bastard (acrylique sur toile, 80x48") apparaît dans la publication québécoise Spunkt Art Now, qui regroupe des textes et des travaux graphiques d'auteurs et d'artistes internationaux sous la direction de Sébastien Pesot. Se rattachant au courant de l'art spunkt, la publication Spunkt Art Now explore l'héritage et l'influence du punk sur les arts d'aujourd'hui. Arturo Vega trouve donc une place toute désignée dans cet univers punk et spunkt.